# Rożnów (Petite-Pologne)
Pour les articles homonymes, voir Rożnów.
Rożnów est une localité polonaise de la gmina de Gródek nad Dunajcem, située dans le powiat de Nowy Sącz en voïvodie de Petite-Pologne.